# Amandus Adamson
Amandus Adamson fue un escultor y pintor de Estonia, nacido el 12 de noviembre de 1855 en Paldiski y fallecido el 26 de junio de 1929 en la misma ciudad.

## Vida y obras
Entre las mejores y más conocidas obras de Amandus Adamson se incluyen las siguientes:

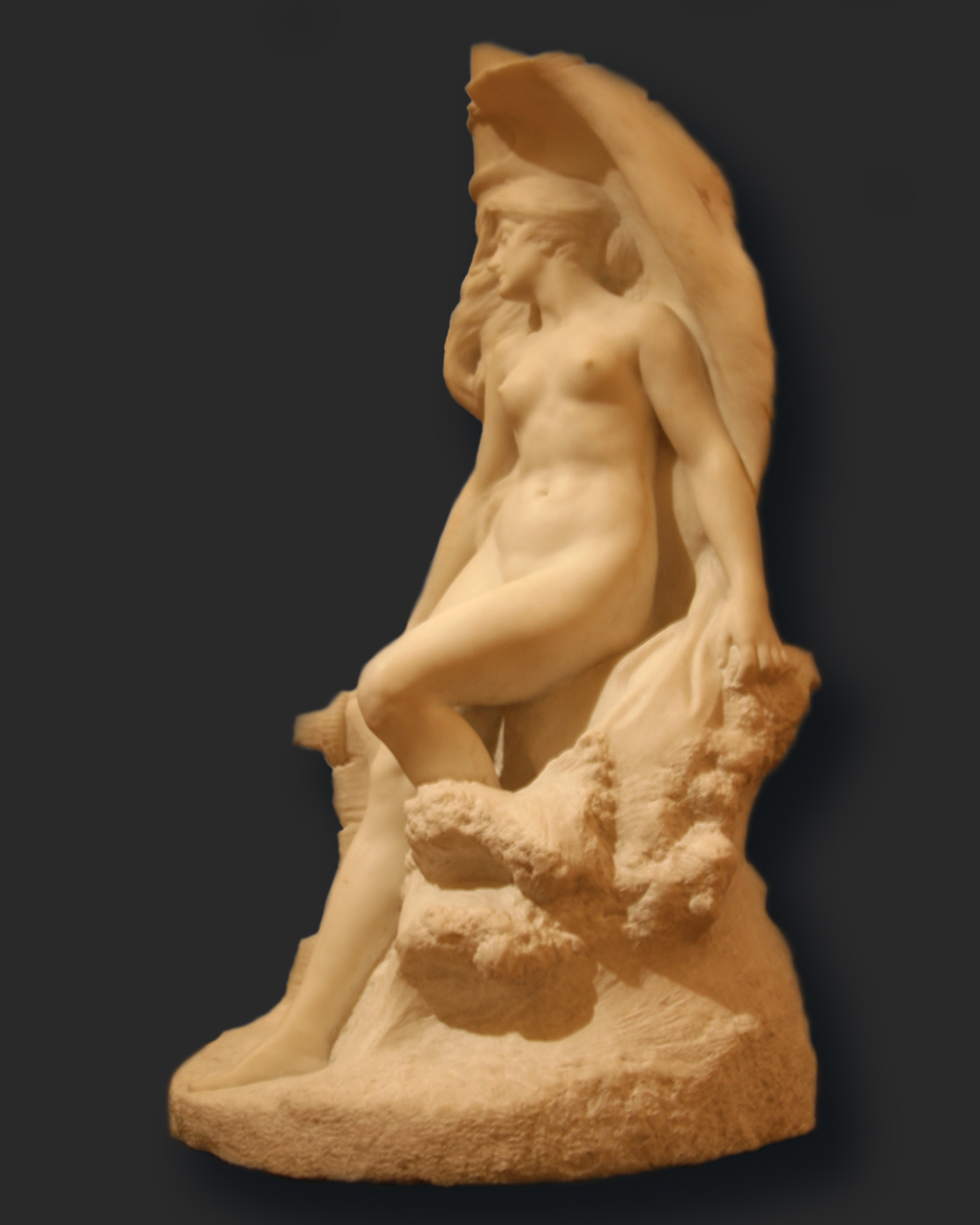
The Ship's Last Sigh (1899, biscuit)
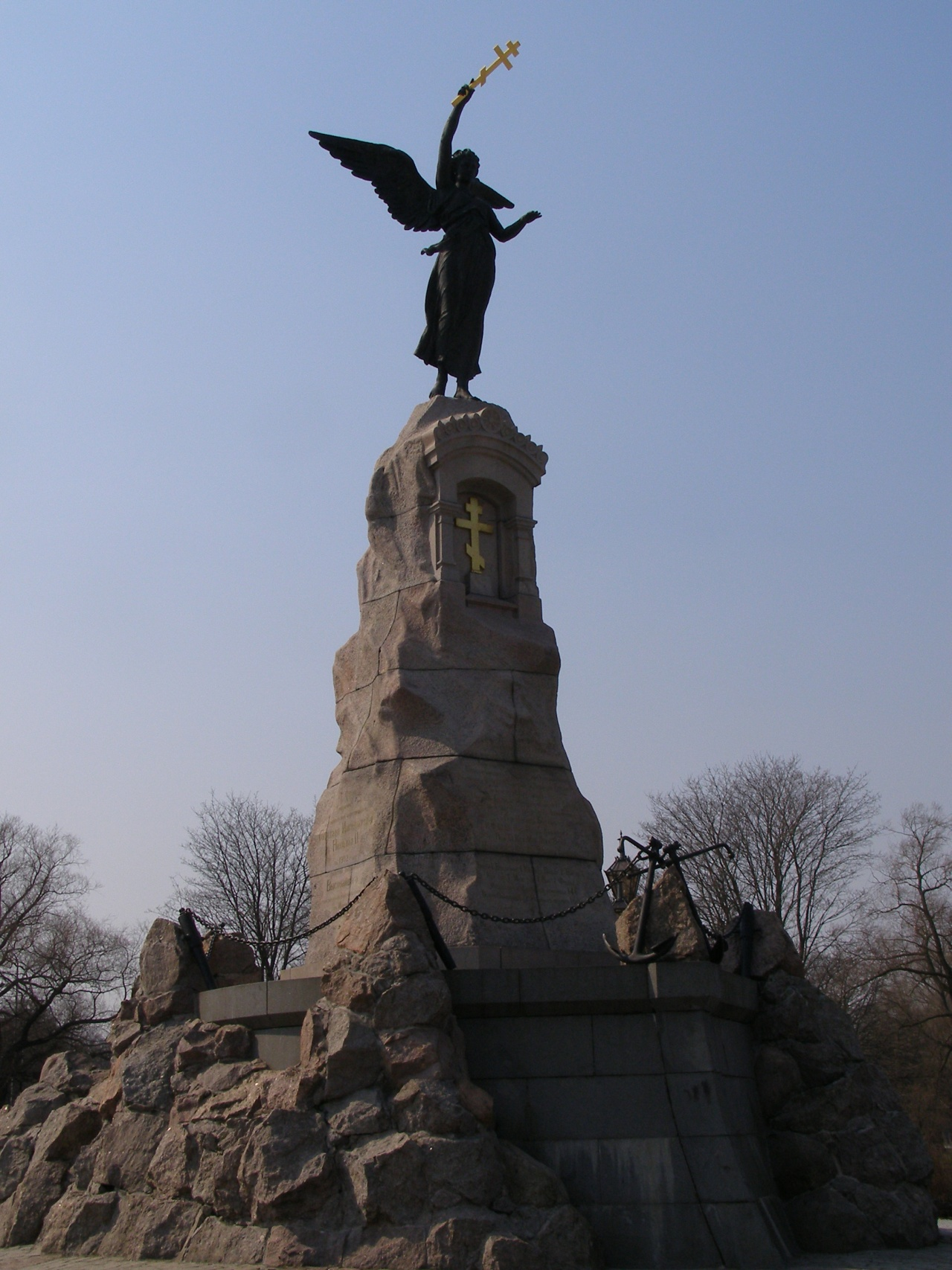
Monumento a los navegantes del Russalka
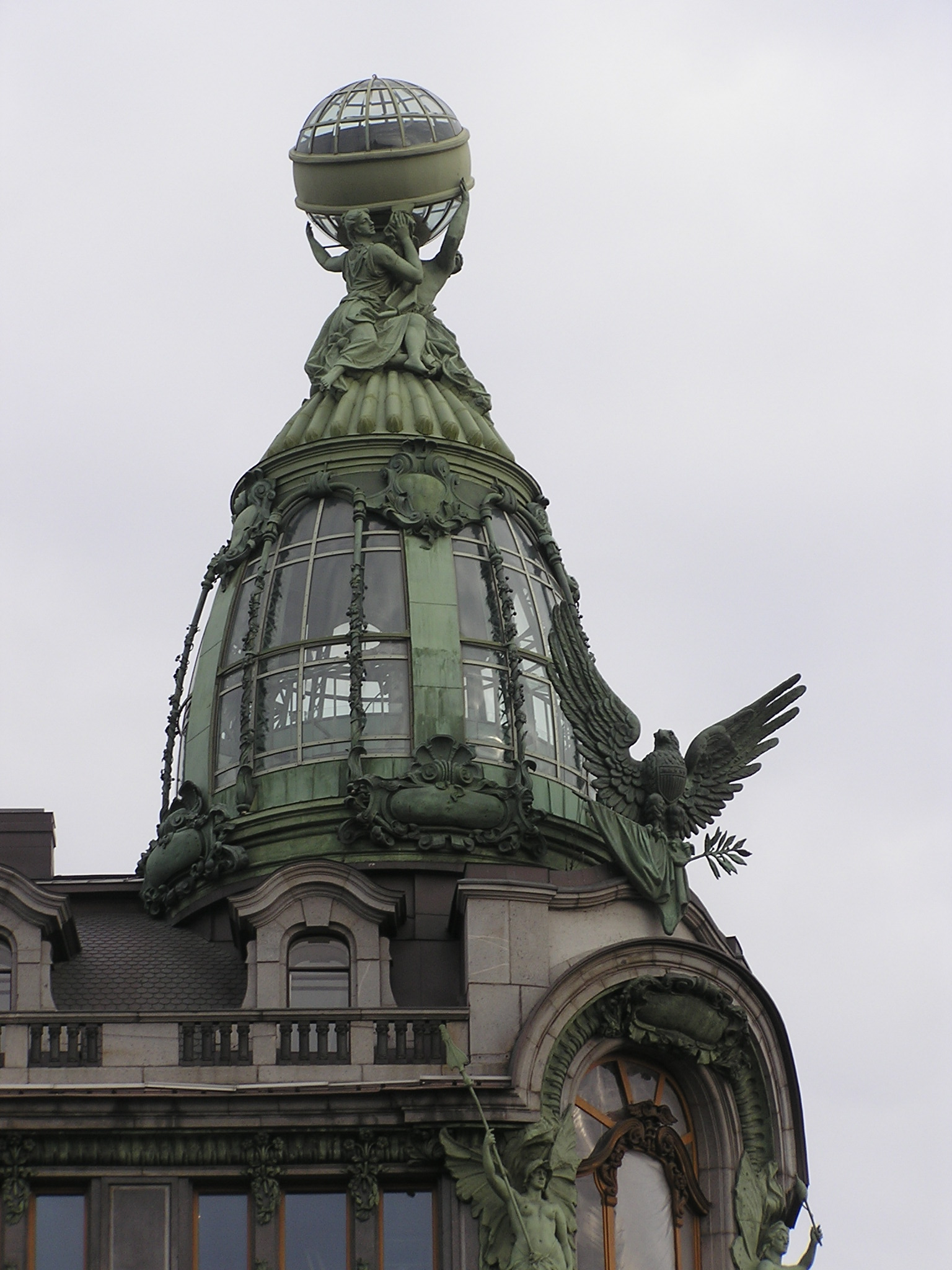
Singer House. St. Petersburg, 1902-1904

 Pulsar sobre la imagen para ampliar. 